# Almantas
Almantas ist ein litauischer  männlicher Vorname, abgeleitet von al + Mantas. Die weibliche Form ist Almantė.

## Namensträger
- Almantas Blažys (* 1964), Politiker, Bürgermeister von Rokiškis
- Almantas Leika (* 1968), Befehlshaber der litauischen Landstreitkräfte, Generalmajor
- Almantas Petkus (* 1976), Politiker, Seimas-Mitglied, Vizeminister, Bürgermeister von Telšiai
- Almantas Savonis (* 1970), Handballspieler